# Oronogo, Missouri
Oronogo, Missouri (енгл. Oronogo) град је у америчкој савезној држави Мисури.

## Демографија
По попису из 2010. године број становника је 2.381, што је 1.405 (144,0%) становника више него 2000. године.
| Група             | 2000.       | 2010.         |
| Белци             | 906 (92,8%) | 2.151 (90,3%) |
| Афроамериканци    | 0 (0,0%)    | 7 (0,3%)      |
| Азијати           | 1 (0,1%)    | 14 (0,6%)     |
| Хиспаноамериканци | 17 (1,7%)   | 95 (4,0%)     |
| Укупно            | 976         | 2.381         |